# Stabilité des réseaux électriques
La stabilité des réseaux électriques est une qualité physique de leur régulation par laquelle les situations modérément perturbées reviennent progressivement à un état d’équilibre (stabilité au sens de stabilité asymptotique). 
La régulation des réseaux électriques est l’ensemble des moyens mis en œuvre (processus d’asservissement agissant sur un système dynamique) afin de maintenir proches de leurs valeurs de consigne les grandeurs de fréquence et de tension sur l'ensemble du réseau.
Considérées comme des fonctions du temps :
- la fréquence est une grandeur scalaire et son réglage est assuré en agissant sur des puissances actives à l’échelle globale ;
- la tension est une grandeur vectorielle (une valeur en chaque point de connexion des lignes) et son réglage est assuré en agissant sur des puissances réactives à l’échelle locale.

Une instabilité généralisée du réseau peut conduire à des dégâts matériels (côté production, transport, distribution et clients) ou à la mise hors tension d'une partie ou de l'ensemble du réseau (panne de courant).

## Stabilité en fréquence (puissances actives)
La fréquence d’un réseau interconnecté de transport est essentiellement la même en tout point du réseau ; elle est mesurée et contrôlée en temps réel avec précision afin de la maintenir dans un intervalle acceptable. Sur le réseau européen par exemple, interconnecté du Maghreb à la Pologne, en passant par la Turquie, la fréquence est maintenue à ±0,05 Hz autour de 50 Hz,,.
Pour de petits réseaux électriques, il n’est pas toujours possible d’assurer une telle précision, en particulier si les moyens de production utilisés sont des machines tournantes, tandis que les onduleurs électroniques de puissance présentent moins de difficultés.
La raison première du contrôle de la fréquence est de permettre la circulation à travers le réseau d’un courant électrique alternatif fourni par plusieurs générateurs.
Lorsqu’un utilisateur enclenche un appareil, la puissance consommée supplémentaire est prélevée sur l’énergie cinétique de rotation des rotors des générateurs. En l’absence de mesures correctrices, il s’ensuit un ralentissement de toutes les machines synchrones, soit une baisse de la fréquence. Il en va de même lorsqu’une usine de production électrique tombe subitement en panne. Toute variation de fréquence reflète ainsi un déséquilibre entre production et consommation.
Afin de corriger rapidement tout écart de fréquence dans les grands réseaux électriques, chaque gestionnaire de réseau de transport met à disposition dans sa zone une réserve de puissance active (réserve tournante) qui est rapidement mobilisée en fonction des besoins nécessaires à l’équilibre.
En Europe, des règles précises ont été élaborées au sein du Réseau européen des gestionnaires de réseau de transport d’électricité (ENTSO-E). Elles ont été établies afin d’être en mesure de faire face à une situation critique majeure définie par la perte instantanée de 3 000 MW (environ deux réacteurs nucléaires). Ces règles concernent à la fois les réserves de puissance mobilisable et les mécanismes de son activation (fonctions d’asservissement et leurs paramètres).
Le réglage de la fréquence est réalisé à l’aide de trois groupes d’actions distinctes qui se différencient par leurs temps de réponse respectifs.

### Réglage primaire
Chaque groupe de production participant au réglage de fréquence dispose d’une marge propre de puissance disponible appelée réserve primaire. Par l’interconnexion des réseaux électriques, la réserve primaire totale correspond ainsi à la somme des réserves primaires de tous les groupes participant au réglage primaire de la fréquence.
Le réglage primaire permet de revenir à un équilibre production-consommation. C’est la composante du réglage dont le temps de réponse est le plus court : la moitié de la réserve primaire doit pouvoir être mobilisée en moins de 15 s et la totalité en moins de 30 s.
Grâce à son régulateur de vitesse, un groupe de production adapte sa puissance en fonction de sa propre vitesse de rotation (et donc de la fréquence du réseau) : la part mobilisée de la réserve primaire est proportionnelle à l’écart entre la vitesse instantanée réelle (mesure) et la vitesse nominale (correspondant à la fréquence de consigne). Il s’agit donc d’un réglage PID faisant appel uniquement à la composante proportionnelle (P) :
{\displaystyle \Delta P=-\lambda (f-f_{0})}
Après stabilisation, la fréquence obtenue s’écarte de sa valeur de consigne (cet écart est appelé dérive ou statisme). En effet, pour satisfaire l’occurrence d’une demande supplémentaire et stabiliser la fréquence, il faut activer la réserve primaire d’autant, ce que les régulateurs sauront faire uniquement lorsqu’un écart de fréquence subsiste.
En influençant la production, le réglage primaire modifie également les transits sur les lignes d’interconnexion et affecte par conséquent les bilans respectifs des zones de réglage (réseaux nationaux en général).

### Réglage secondaire
Le but du réglage secondaire est double : résorber l’écart résiduel de fréquence induit par le réglage primaire et corriger les écarts de bilan des zones de réglage. Pour cette raison, ce réglage est mis en œuvre au niveau global de chaque zone en faisant appel à une puissance réglante secondaire mise à disposition par les groupes de production participant au réglage.
À intervalles réguliers (quelques secondes), le répartiteur de zone calcule l’erreur de contrôle de zone (area control error, ACE)) définie par :
{\displaystyle \displaystyle G=\Delta P_{exp}+K(f-f_{0})}
où {\displaystyle \displaystyle \Delta P_{exp}} est l’écart de bilan (export mesuré moins solde export des programmes) et {\displaystyle \displaystyle K} est une constante en MW/Hz (choisie légèrement supérieure au rapport {\displaystyle \displaystyle \Delta P/\Delta f} du statisme).
Le régulateur de la puissance secondaire d’un groupe de production est un réglage PID visant à annuler {\displaystyle \displaystyle G} en faisant appel aux composantes proportionnelle (P) et intégrale (I) :
{\displaystyle \Delta P=-\beta G-\left(\int _{t\in [0,T]}g(t)\,\mathrm {d} t\right)/T}.
Cette dernière composante (valeur moyenne de {\displaystyle \displaystyle G} calculée sur une période {\displaystyle T} comprise entre une et trois minutes) apporte une stabilisation naturelle par un ralentissement de la réponse et par son accentuation lors d’une rémanence d’un écart de fréquence. Concernant le terme proportionnel, {\displaystyle \displaystyle \beta } reste limité (valeur comprise entre 0 et 50 %) afin d’éviter d’introduire des instabilités.
Après stabilisation, la fréquence retrouve sa valeur nominale et les échanges entre réseaux interconnectés sont rétablis à leurs valeurs contractuelles respectives.

### Réglage tertiaire
Le réglage tertiaire intervient lorsque l’énergie réglante secondaire disponible est insuffisante ou pour la rétablir afin de parer à un nouvel aléa. Contrairement aux réglages primaire et secondaire, qui sont des automatismes, l’action du tertiaire est mise en œuvre manuellement par le répartiteur de zone du gestionnaire de réseau de transport. Il prend pour cela en compte les possibilités des producteurs participants selon leur temps de réponse et leur puissance offerte. En France, le réglage tertiaire fait appel au mécanisme d’ajustement. Cette réserve supplémentaire d’énergie est dite rapide si elle peut être mobilisée en moins de 15 minutes ou complémentaire si elle est mobilisable en moins de 30 minutes.

## Stabilité en tension (puissances réactives)
Les raisons d’assurer une stabilité en tension sont assez similaires à celles de la stabilité en fréquence. Une tension trop haute provoque la destruction du matériel. À puissance égale, une tension trop basse induit un courant plus élevé, donc des pertes par effet Joule plus importantes auxquelles s’ajoutent des risques de surintensité et de destruction du matériel. Sur- et sous-tension peuvent aussi provoquer des problèmes de fonctionnement de l’équipement raccordé au réseau.
À l’une de ses extrémités, la tension d’une ligne d’un réseau s’écarte de sa valeur nominale suivant les facteurs de puissance aux points de couplage. La différence de tension entre les extrémités est fonction de la puissance apparente transportée par la ligne.
En agissant sur le courant d’excitation d’un alternateur, ce dernier produit ou consomme de la puissance réactive, ce qui modifie la tension au point d’injection. De proche en proche, cet effet se répercute sur l’ensemble des tensions des points voisins.

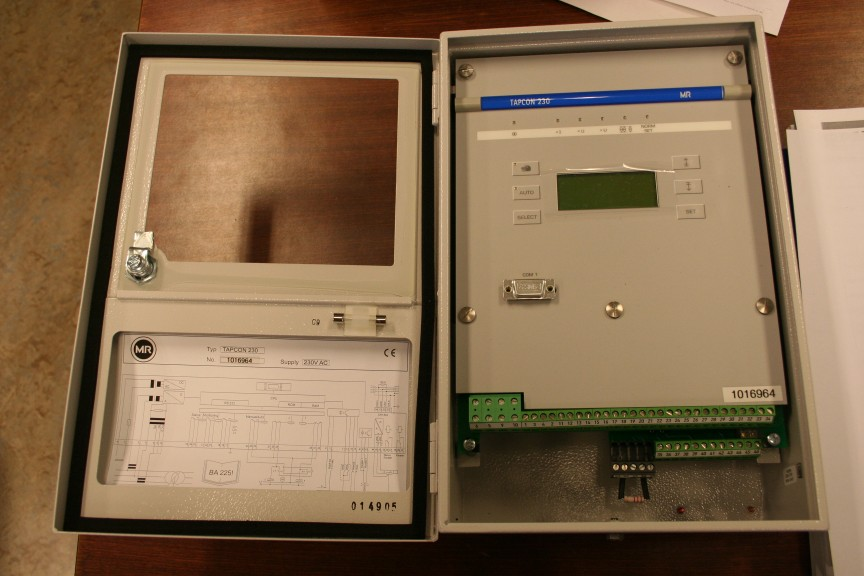
Un relais de réglage automatique de transformateurs.

D’autres moyens permettent également d’agir sur la tension :
- certains transformateurs offrent la possibilité de modifier le nombre de spires en activité, c'est-à-dire le rapport des tensions qui peut ainsi varier par paliers. Ils sont souvent utilisés au niveau de la distribution. Bien qu’une régulation automatique maintienne une tension conforme pour les usagers, elle peut être la source d’instabilités ;
- les systèmes de transmission flexible en courant alternatif (FACTS), qui, par leur diversité, présentent de nombreuses possibilités d’agir sur le facteur de puissance, sur la charge des lignes et sur la stabilité en général.

Lorsqu’un problème de tension survient, trois réglages successifs interviennent.

### Réglage primaire
Le régulateur primaire de tension d’un alternateur fixe automatiquement la puissance réactive fournie en fonction de la tension. Il s'agit d’une régulation locale.

### Réglage secondaire
Le réglage secondaire de tension est un réglage national. Divers points pilotes sont retenus et chacun constitue une référence pour la tension dans une sous-région. Ces tensions sont mesurées en continu et transmises par le dispatching national. Tant qu’elles s’écartent modérément des valeurs de consigne, la situation globale est jugée normale.

### Réglage tertiaire
Ce réglage s’effectue manuellement et les opérations sont ordonnées par le dispatching : elles permettent d’assurer le maintien ou le rétablissement du plan de tension. Une bonne connaissance du réseau, de son état de charge, et des effets attendus par les interventions possibles est nécessaire afin de prendre des décisions pertinentes. L’expérience des dispatchers de réseau est ici prépondérante.

## Stabilité des générateurs électriques synchrones (en régime dynamique)
La stabilité en régime dynamique du réseau est son aptitude à éviter tout régime oscillatoire divergent et à revenir à un état stable acceptable à la suite d’une perturbation brutale ayant entraîné une modification provisoire (cas d’un court-circuit) ou définitive (ouverture d’une ligne) de sa configuration. Ceci inclut l’intervention éventuelle des protections et automatismes divers en fonction des perturbations envisagées,.

### Machine synchrone et stabilité statique

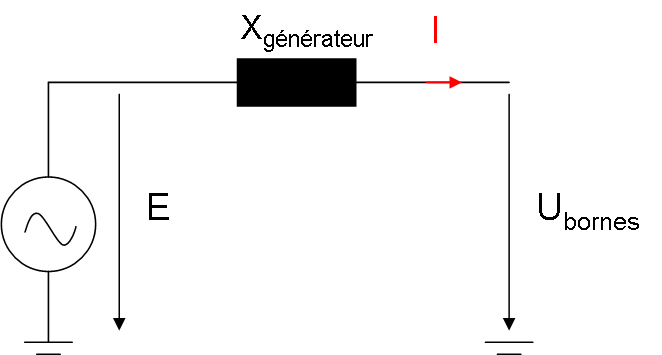
Schéma électrique équivalent d'un générateur synchrone.

La puissance active délivrée par une machine synchrone à ses bornes est égale à :
{\displaystyle P_{\text{active}}=U_{\text{bornes}}\cdot I\cdot \cos {\phi }={\frac {E\cdot U_{\text{bornes}}}{X_{\text{generateur}}}}\cdot \sin {\delta }}
avec les notations du schéma ci-contre, c'est-à-dire {\displaystyle E} la tension électromotrice du générateur, {\displaystyle X_{\text{generateur}}} son impédance, {\displaystyle I} le courant, {\displaystyle U_{\text{bornes}}} la tension à ses bornes, {\displaystyle \phi } le déphasage entre courant et tension et {\displaystyle \delta } l'angle interne du générateur, autrement dit l'angle entre {\displaystyle U_{\text{bornes}}} et {\displaystyle E}.

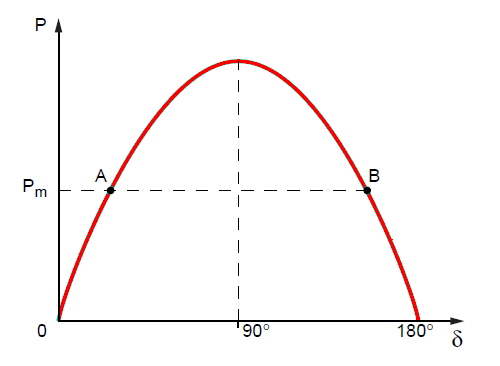
Deux angles internes sont possibles quand la puissance délivrée par le générateur est égale à la puissance mécanique qui lui est fournie

Ce générateur reçoit une puissance mécanique, typiquement d'une turbine, notée {\displaystyle P_{m}}. À l'équilibre, la puissance entrante, mécanique, est égale à la puissance sortante, électrique. On néglige ici les pertes. Pour cet équilibre deux angles internes sont possibles (cf image).
L'angle interne du générateur est régi par l'équation suivante :
{\displaystyle {\frac {J\cdot \omega _{m}}{p}}\cdot {\frac {d^{2}\delta }{dt^{2}}}=P_{m}-P_{e}}
où {\displaystyle \omega _{m}} est la vitesse mécanique du rotor, {\displaystyle J} le moment d'inertie du rotor, {\displaystyle p} le nombre de pôles du générateur et {\displaystyle P_{e}} la puissance électrique.
D'après cette équation si la puissance mécanique est supérieure à la puissance électrique consommée, alors l'angle interne augmente et inversement. On en déduit le diagramme ci-contre quant à la direction que prend l'angle interne en cas de petite variation autour du point d'équilibre.

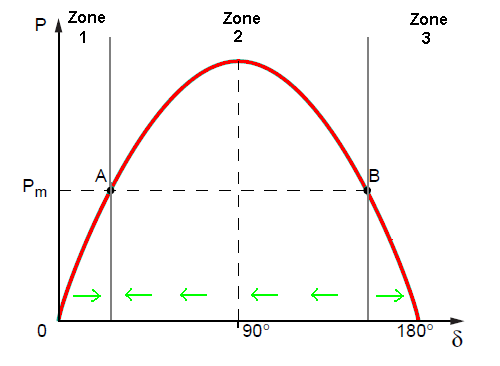
Les flèches en vert indiquent la direction que prend l'angle interne dans les différentes zones. On voit clairement que le point A est stable, le point B ne l'est pas.

### Machine synchrone et stabilité dynamique

#### Machine seule

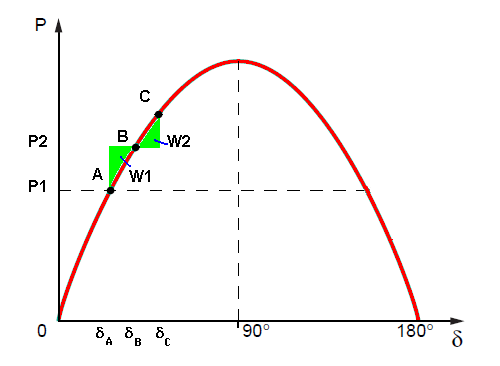
Quand le point d'équilibre change, les travaux de chaque côté du point nouveau point d'équilibre doivent s'équilibrer.

Si la puissance mécanique fournie change, la puissance électrique évolue. En partant du point A avec une puissance mécanique {\displaystyle P_{1}} sur le schéma ci-contre, le système va atteindre le nouveau point d'équilibre B avec la puissance mécanique {\displaystyle P_{2}}.
La puissance électrique ne peut s'adapter instantanément, au départ la puissance mécanique est supérieure à la puissance électrique. Ce faisant le rotor va accélérer. Le travail accumulé vaut alors :
{\displaystyle W_{1}=\int _{\delta _{A}}^{\delta _{B}}{M_{m}-M_{e}}d\delta }
avec {\displaystyle M_{m}} et {\displaystyle M_{e}} les moments correspondant aux puissances mécanique et électrique.
L'accélération du rotor fait que l'angle interne dépasse le point d'équilibre. Le rotor doit dissiper l'énergie accumulée. Il le fait par le biais de {\displaystyle W_{2}}, tel que {\displaystyle W_{1}=W_{2}} et :
{\displaystyle W_{2}=\int _{\delta _{B}}^{\delta _{C}}{M_{m}-M_{e}}d\delta }
On appelle cette condition le « critère d'égalité des aires ». En fait le rotor oscille autour du point d'équilibre.
Ce dépassement a pour conséquence qu'il ne suffit pas de calculer l'angle interne du nouveau point d'équilibre pour pouvoir juger de la stabilité. Il faut également connaître la stabilité du point extrême, ici C.

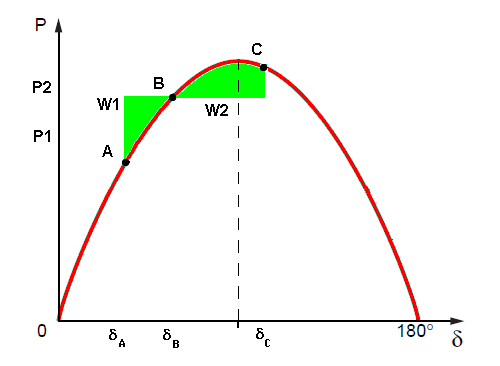
L'accélération du rotor peut faire augmenter l'angle interne au-delà de 90°.

Le second exemple, à gauche, montre que même si B est inférieur à 90°, C peut se trouver au-delà. Par ailleurs si l'échelon de puissance mécanique est trop grand, si {\displaystyle W_{1}} est grand et qu'aucun point C ne permet de remplir l'équation {\displaystyle W_{1}=W_{2}}, alors le générateur accélère indéfiniment, il perd son synchronisme. On parle de « survitesse ».

#### Avec ligne et court-circuit

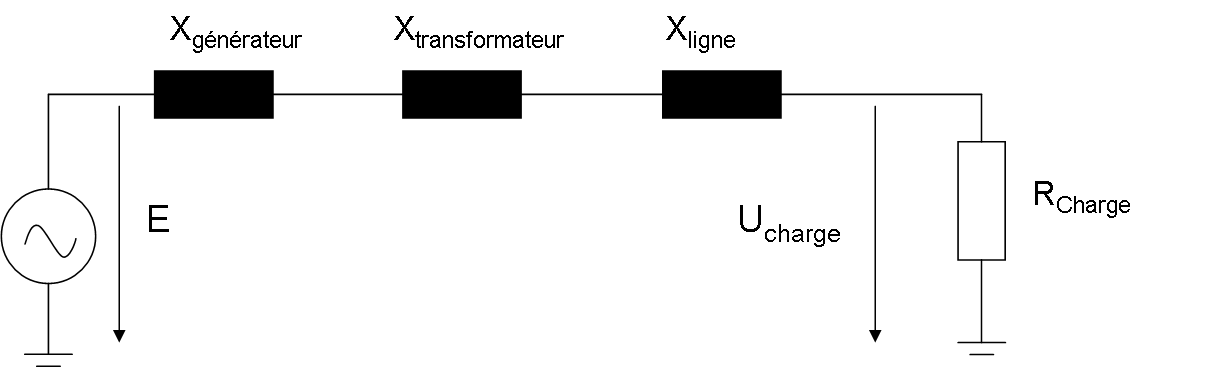
Schéma électrique équivalent du générateur avec un transformateur, une ligne et une charge.

Jusqu'à présent, seule la puissance active délivrée aux bornes du générateur a été prise en compte. Or la charge n'est pas branchée directement au générateur, une ou plusieurs lignes électriques les séparent, avec les stations électriques correspondantes.
Un cas simple avec une charge connectée en antenne est modélisé. La représentation vectorielle des tensions et courant du système est représentée ci-contre. Il est à noter que la partie de l'angle interne due à la ligne ({\displaystyle X_{\text{ligne}}}) est appelée angle de transport.

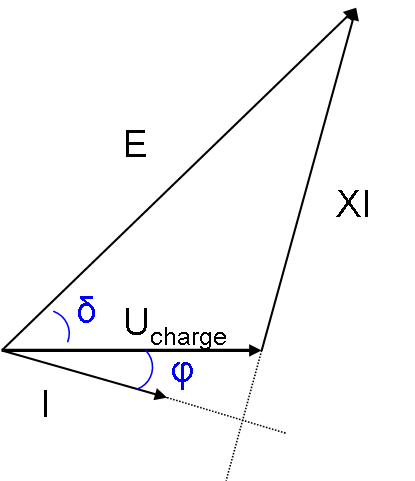
Représentation vectorielle du circuit électrique ci-dessus.

La puissance active délivrée par le générateur devient :
{\displaystyle P_{\text{active}}={\frac {E\cdot U_{\text{charge}}}{X_{\text{total}}}}\cdot \sin {\delta }}
avec
{\displaystyle X_{\text{total}}=X_{\text{generateur}}+X_{\text{transformateur}}+X_{\text{ligne}}}

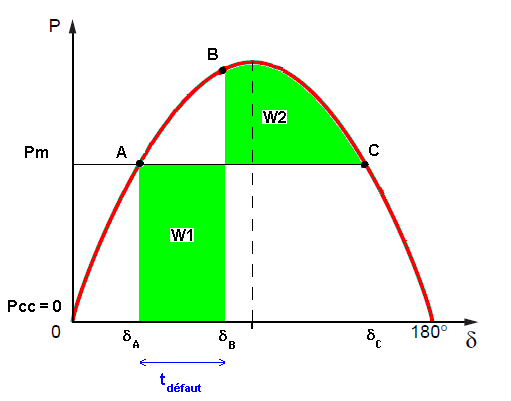
En cas de court-circuit, la puissance électrique tombe à zéro.

En cas de court-circuit triphasé la tension tombe brutalement à 0, la puissance électrique fait de même. La puissance mécanique restant constante, le rotor accélère.
Au bout d'un intervalle de temps noté {\displaystyle t_{\text{defaut}}}, un disjoncteur a ouvert le circuit puis l'a refermé pour éliminer le défaut. La charge est alors de nouveau alimentée. Entre-temps l'angle interne a augmenté, le système qui au départ était au point A, est maintenant au point B. Une grande quantité d'énergie {\displaystyle W_{1}} a été accumulée par le rotor, il doit la dissiper. Si la zone allant jusqu'au point C n'est pas suffisante le générateur entre en survitesse, il doit être séparé du réseau : on parle d'« îlotage ».

#### Conséquences
Connaissant le temps d'élimination du défaut, il est possible de connaître l'angle interne maximal en opération pour éviter le risque de survitesse en cas de court-circuit pour le générateur. On le note {\displaystyle \delta _{\text{max, total}}}.
Il est lié à l'impédance {\displaystyle X_{\text{total}}} qu'on peut décomposer en plusieurs parties. On peut donc de même décomposer l'angle en fonction de ses causes : {\displaystyle \delta _{\text{total}}=\delta _{\text{générateur}}+\delta _{\text{transformateur}}+\delta _{\text{ligne}}}. Le premier étant connu, le dernier est appelé angle de transport, il augmente avec la longueur de la ligne.
On a donc {\displaystyle \delta _{\text{max, générateur}}=\delta _{\text{max, total}}-\delta _{\text{transformateur}}-{\text{angle de transport}}}.
Plus la ligne est longue, plus l'angle interne du générateur doit être faible, la marge de manœuvre est réduite. Si ce critère n'est pas respecté, il y a un risque en cas de défaut que le générateur perde son synchronisme. Autrement dit que la centrale électrique cesse d'alimenter le réseau.